# Rafinha (football, 1993)
Pour les articles homonymes, voir Alcântara et Rafinha.
Rafael Alcântara do Nascimento, plus connu comme Rafinha (ou Rafa Alcântara ou Rafael), né le 12 février 1993 à São Paulo (Brésil), est un footballeur international brésilien qui évolue au poste de milieu offensif et de milieu de terrain à Al-Arabi SC.
Il est le fils de l'ancien international brésilien Mazinho et le frère de Thiago Alcântara. Il est également cousin de l’attaquant international espagnol, Rodrigo.

## Biographie

### Enfance, jeunesse et débuts dans le football
Rafinha naît à São Paulo de l'union de Mazinho et de Valéria Alcântara, ancienne joueuse de volley-ball.
Il commence à jouer très tôt au football au Brésil dans le club de Flamengo. Rafinha déménage en Espagne lorsque son père joue avec Valence CF. Il part ensuite à Vigo lorsque Mazinho est transféré au Celta.

### Formation à la Masia
En 2006, à l'âge de treize ans, Rafinha rejoint La Masia, le centre de formation du FC Barcelone. Il commence à jouer au milieu du terrain mais son entraîneur en junior A Oscar García le fait ensuite jouer dans une position plus avancée.
En 2011, Rafinha débute chez les professionnels en deuxième division avec le FC Barcelone B sous les ordres de Luis Enrique lors d'un match face au Girona FC.
Le 9 novembre 2011, il débute officiellement avec l'équipe première du FC Barcelone lorsque Pep Guardiola le fait entrer à la place de Cesc Fàbregas au cours de la deuxième mi-temps d'un match de Coupe d'Espagne face à L'Hospitalet.
Quelques jours après, il signe un nouveau contrat avec le club catalan jusqu'en 2014. Sa clause libératoire est de 12 millions d'euros jusqu'en 2012-2013, puis de 30 ensuite.
Rafinha est titularisé pour la première fois le 6 décembre 2011 lors du match de Ligue des champions face au BATE Borisov.
Le 4 juillet 2013, il prolonge son contrat avec le Barça jusqu'en 2016.

### Prêt au Celta de Vigo
Quelques jours après, le 11 juillet 2013, il est prêté pendant une saison au Celta Vigo où il retrouve son ancien entraîneur du FC Barcelone B : Luis Enrique. Rafinha devient vite un titulaire où il effectue une excellente saison 2013-2014.

### Retour au FC Barcelone
L'été 2014, Rafinha revient au FC Barcelone pour intégrer l'équipe première désormais entraînée par Luis Enrique.
Le 16 septembre 2015, il entre en jeu au cours du premier match du FC Barcelone en Ligue des champions sur le terrain de l'AS Roma en remplacement d'Ivan Rakitić à l'heure de jeu. Quelques minutes plus tard, à la suite d'un tacle de Radja Nainggolan, Rafinha subit une rupture du ligament croisé du genou droit nécessitant une intervention chirurgicale. Après une première apparition en sélection olympique, il reprend la compétition avec son club le 5 avril face à l'Atlético Madrid en Ligue des champions.
Un an plus tard, il se blesse à nouveau au genou droit, ce qui l'oblige à subir une arthroscopie puis une convalescence estimée à quatre mois. Il fait son retour en janvier 2018 après neuf mois d'absence.

### Prêt à l'Inter Milan (2018)
Le 22 janvier 2018, Rafinha est prêté à l'Inter Milan avec une option de 35 millions d'euros.
Le 28 janvier, Rafinha dispute son premier match avec l'Inter en rentrant en fin de rencontre contre la SPAL en Serie A. Il délivre une passe décisive pour Yann Karamoh contre le Bologne FC  et permet au club de remporter son premier match depuis décembre 2017.

### Paris Saint-Germain (2020-2022)
Le 5 octobre 2020, libre de tout contrat, Rafinha s'engage pour trois saisons avec le club de la capitale. Il porte le numéro 12.

### Prêt à la Real Sociedad (2022)
Le 27 décembre 2021, Rafinha est prêté à la Real Sociedad jusqu'au 30 juin 2022.

### Al-Arabi SC (2022-)
Le 3 septembre 2022, il s'engage dans le club qatari d'Al-Arabi SC avec un contrat portant sur deux saisons.

### Équipe nationale
Rafinha débute en 2009 avec l'équipe d'Espagne des moins de 16 ans. Il joue ensuite avec l'Espagne des moins de 17 ans puis avec l'équipe des moins de 19 ans à partir de 2010. Mais, contrairement à son frère, il est intéressé par la Seleção.
Rafinha fait partie des réservistes de l'équipe du Brésil sélectionnés par Dunga pour la Copa América 2015.
En août 2016, il remporte la médaille d'or avec le Brésil aux Jeux olympiques de Rio.

## Statistiques
| Saison                | Club                  | Championnat           | Championnat | Championnat | Championnat | Coupe(s) nationale(s) | Coupe(s) nationale(s) | Coupe(s) nationale(s) | Supercoupe | Supercoupe | Supercoupe | Compétition(s) continentale(s) | Compétition(s) continentale(s) | Compétition(s) continentale(s) | Compétition(s) continentale(s) | Total | Total | Total |
| Saison                | Club                  | Division              | M.          | B.          | P.d.        | M.                    | B.                    | P.d.                  | M.         | B.         | P.d.       | Comp.                          | M.                             | B.                             | P.d.                           | M.    | B.    | P.d.  |
| 2010-2011             | FC Barcelone B        | D2                    | 9           | 1           | 0           | -                     | -                     | -                     | -          | -          | -          | -                              | -                              | -                              | -                              | 9     | 1     | 0     |
| 2011-2012             | FC Barcelone B        | D2                    | 39          | 8           | 6           | -                     | -                     | -                     | -          | -          | -          | -                              | -                              | -                              | -                              | 39    | 8     | 6     |
| 2012-2013             | FC Barcelone B        | D2                    | 36          | 11          | 7           | -                     | -                     | -                     | -          | -          | -          | -                              | -                              | -                              | -                              | 36    | 11    | 7     |
| Sous-total            | Sous-total            | Sous-total            | 84          | 20          | 13          | -                     | -                     | -                     | -          | -          | -          | -                              | -                              | -                              | -                              | 84    | 20    | 13    |
| 2011-2012             | FC Barcelone          | Liga                  | -           | -           | -           | 1                     | 0                     | 0                     | -          | -          | -          | C1                             | 1                              | 0                              | 0                              | 2     | 0     | 0     |
| 2012-2013             | FC Barcelone          | Liga                  | -           | -           | -           | -                     | -                     | -                     | -          | -          | -          | C1                             | 1                              | 0                              | 0                              | 1     | 0     | 0     |
| 2014-2015             | FC Barcelone          | Liga                  | 24          | 1           | 1           | 6                     | 1                     | 1                     | -          | -          | -          | C1                             | 6                              | 0                              | 2                              | 36    | 2     | 4     |
| 2015-2016             | FC Barcelone          | Liga                  | 6           | 1           | 0           | 1                     | 0                     | 0                     | 1          | 0          | 0          | C1+SE                          | 2+1                            | 0+1                            | 0                              | 11    | 2     | 0     |
| 2016-2017             | FC Barcelone          | Liga                  | 18          | 6           | 2           | 4                     | 1                     | 2                     | -          | -          | -          | C1                             | 6                              | 0                              | 0                              | 28    | 7     | 4     |
| 2017-2018             | FC Barcelone          | Liga                  | -           | -           | -           | 1                     | 0                     | 0                     | -          | -          | -          | C1                             | -                              | -                              | -                              | 1     | 0     | 0     |
| 2018-2019             | FC Barcelone          | Liga                  | 5           | 0           | 0           | -                     | -                     | -                     | 1          | 0          | 0          | C1                             | 2                              | 1                              | 0                              | 8     | 1     | 0     |
| 2019-2020             | FC Barcelone          | Liga                  | 3           | 0           | 0           | -                     | -                     | -                     | -          | -          | -          | C1                             | -                              | -                              | -                              | 3     | 0     | 0     |
| Sous-total            | Sous-total            | Sous-total            | 56          | 8           | 3           | 13                    | 2                     | 3                     | 2          | 0          | 0          | -                              | 19                             | 2                              | 2                              | 90    | 12    | 8     |
| 2013-2014             | Celta de Vigo (prêt)  | Liga                  | 32          | 4           | 5           | 1                     | 0                     | 0                     | -          | -          | -          | -                              | -                              | -                              | -                              | 33    | 4     | 5     |
| 2017-2018             | Inter Milan (prêt)    | Serie A               | 17          | 2           | 3           | -                     | -                     | -                     | -          | -          | -          | -                              | -                              | -                              | -                              | 17    | 2     | 3     |
| 2019-2020             | Celta de Vigo (prêt)  | Liga                  | 29          | 4           | 1           | 1                     | 0                     | 0                     | -          | -          | -          | -                              | -                              | -                              | -                              | 30    | 4     | 1     |
| Sous-total            | Sous-total            | Sous-total            | 78          | 10          | 9           | 2                     | 0                     | 0                     | -          | -          | -          | -                              | -                              | -                              | -                              | 80    | 10    | 9     |
| 2020-2021             | Paris Saint-Germain   | Ligue 1               | 23          | 0           | 4           | 3                     | 0                     | 1                     | 0          | 0          | 0          | C1                             | 8                              | 0                              | 1                              | 34    | 0     | 6     |
| 2021-2022             | Paris Saint-Germain   | Ligue 1               | 5           | 0           | 0           | -                     | -                     | -                     | 0          | 0          | 0          | C1                             | -                              | -                              | -                              | 5     | 0     | 0     |
| Sous-total            | Sous-total            | Sous-total            | 28          | 0           | 4           | 3                     | 0                     | 1                     | 0          | 0          | 0          | -                              | 8                              | 0                              | 1                              | 39    | 0     | 6     |
| 2021-2022             | Real Sociedad (prêt)  | Liga                  | 17          | 1           | 0           | 2                     | 0                     | 0                     | -          | -          | -          | C3                             | 2                              | 0                              | 0                              | 21    | 1     | 0     |
| Sous-total            | Sous-total            | Sous-total            | 17          | 1           | 0           | 2                     | 0                     | 0                     | 0          | 0          | 0          | -                              | 2                              | 0                              | 0                              | 21    | 1     | 0     |
| 2022-2023             | Al-Arabi SC           | Qatar Stars League    | 13          | 0           | 3           | 9                     | 2                     | 3                     | -          | -          | -          | -                              | -                              | -                              | -                              | 22    | 2     | 6     |
| 2023-2024             | Al-Arabi SC           | Qatar Stars League    | 4           | 0           | 1           | -                     | -                     | -                     | -          | -          | -          | AFC                            | 1                              | 0                              | 0                              | 5     | 0     | 1     |
| Sous-total            | Sous-total            | Sous-total            | 17          | 0           | 4           | 9                     | 2                     | 3                     | -          | -          | -          | -                              | 1                              | 0                              | 0                              | 27    | 2     | 7     |
| Total sur la carrière | Total sur la carrière | Total sur la carrière | 281         | 38          | 33          | 29                    | 4                     | 7                     | 2          | 0          | 0          | -                              | 30                             | 2                              | 3                              | 342   | 44    | 43    |

### En sélection nationale
| Saison                | Sélection             | Phases finales        | Phases finales | Phases finales | Phases finales | Éliminatoires | Éliminatoires | Éliminatoires | Matchs amicaux | Matchs amicaux | Matchs amicaux | Total | Total | Total |
| Saison                | Sélection             | Compétition           | M              | B              | Pd             | M             | B             | Pd            | M              | B              | Pd             | M     | B     | Pd    |
| --------------------- | --------------------- | --------------------- | -------------- | -------------- | -------------- | ------------- | ------------- | ------------- | -------------- | -------------- | -------------- | ----- | ----- | ----- |
| 2015-2016             | Brésil                | -                     | -              | -              | -              | -             | -             | -             | 2              | 1              | 0              | 2     | 1     | 0     |
| 2016-2017             | Brésil                | -                     | -              | -              | -              | -             | -             | -             | -              | -              | -              | 0     | 0     | 0     |
| 2017-2018             | Brésil                | -                     | -              | -              | -              | -             | -             | -             | -              | -              | -              | 0     | 0     | 0     |
| 2018-2019             | Brésil                | -                     | -              | -              | -              | -             | -             | -             | 0              | 0              | 0              | 0     | 0     | 0     |
| Total sur la carrière | Total sur la carrière | Total sur la carrière | 0              | 0              | 0              | 0             | 0             | 0             | 2              | 1              | 0              | 2     | 1     | 0     |

## Liens de parenté
Bien que portant le même nom que l'un des meilleurs buteurs de l'histoire du FC Barcelone, Rafinha n'a aucun lien de parenté avec Paulino Alcântara.
Thiago Alcântara, le frère aîné de Rafinha né en 1991, jouait avec l'équipe première du Barça, avant de rejoindre le Bayern de Munich. Le 12 février 2011, Thiago et Rafinha sont titularisés ensemble pour la première fois avec l'équipe réserve, le FC Barcelone B. Le 6 décembre 2011, ils ont été titularisés pour la première fois en Ligue des champions face au BATE Borisov dans le dernier match de la phase de groupe. Les deux frères sont de nouveau titularisés en Ligue des champions le 5 décembre 2012 face à Benfica, équipe dans laquelle joue leur cousin Rodrigo.

## Palmarès

### En club
|  |  | FC Barcelone - Liga - Champion : 2015, 2016 et 2019 - Coupe d'Espagne - Vainqueur : 2015, 2016, 2017 et 2018 - Supercoupe d'Espagne - Vainqueur : 2016 et 2018 - Ligue des champions - Vainqueur : 2015 - Supercoupe de l'UEFA - Vainqueur : 2015 |  | Paris Saint-Germain - Ligue 1 : - Champion : 2022 - Vice-champion : 2021 |  | Al-Arabi SC - Championnat du Qatar : - Vice-champion : 2022-2023 - Coupe du Qatar : - Vainqueur : 2022-23 - Coupe Sheikh Jassem du Qatar 2024 |

### Brésil
- Jeux olympiques
  - Médaillé d’or en 2016

Il remporte le tournoi de Toulon 2013 avec l'équipe du Brésil des moin de 21 ans

### Distinctions personnelles
- Prix LFP du joueur révélation de l'année : 2014
- Joueur du mois en Liga : février 2014